# Juweelwesp
De juweelwesp of zandgoudwesp (Hedychrum nobile) is een wesp uit de familie goudwespen (Chrysididae). Er zijn meer soorten wespen die zandgoudwesp of juweelwesp worden genoemd, met name verwante soorten uit het geslacht Hedychrum.
De wesp wordt 7 tot 9 millimeter lang en heeft een paarsrood halsschild en achterlijf, maar een groenblauw borststuk en groene kop. Over het hele lichaam is een metaalglans aanwezig, die in combinatie met de heldere kleuren. De wesp maakt geen nest, maar leeft solitair. De habitat bestaat uit open, zanderige gebieden en is in Nederland en België vrij algemeen. De wesp is voornamelijk te zien in juli en augustus.
De juweelwesp is een koekoekswesp; een wesp die een nest van een andere wespen- of bijensoort binnendringt en er vervolgens eitjes in de aanwezige larve(n) afzet. Hierna eten de uitgekomen larven van de juweelwesp de prooi (de andere larve) levend en van binnenuit op. De juweelwesp parasiteert voornamelijk op de larven van de grote knoopwesp (Cerceris arenaria, ook wel gewone snuittordoder genoemd).